# 朝日村立朝日小学校
朝日村立朝日小学校（あさひそんりつあさひしょうがっこう）は、長野県東筑摩郡朝日村にある公立小学校。

## 所在地
〒390-1104 長野県東筑摩郡朝日村大字古見1265番地

## 沿革
- 明治22年（1889年） - 朝日尋常小学校設置[1]。
- 明治25年（1891年） - 古見尋常小学校、針尾尋常小学校、西洗馬尋常小学校に分立[1]。
- 明治35年（1901年） - 再統合し、朝日尋常高等小学校となる[2]。
- 昭和16年（1941年）4月1日 - 国民学校令に基づき、朝日国民学校と改称。
- 昭和22年（1947年）4月1日 - 学制改革により、朝日村立朝日小学校となる。

## 卒業後の進路
卒業生は公立中学校に進学する場合、基本的に松本市山形村朝日村中学校組合立鉢盛中学校へ進学する。